# Pavel Buráň
Pavel Buráň (ur. 25 kwietnia 1973 w Brnie) – czechosłowacki i czeski kolarz torowy, trzykrotny medalista torowych mistrzostw świata.

## Kariera
Pierwszy sukces w karierze Pavel Buráň osiągnął w 1990 roku, kiedy został wicemistrzem świata juniorów w sprincie indywidualnym. Sukces ten powtórzył rok później, ponadto wspólnie z Lubomírem Hargašem zdobywając srebrny medal w tandemach na mistrzostwach świata w Stuttgarcie. W tym samym składzie reprezentanci Czechosłowacji zdobyli kolejny srebrny medal na mistrzostwach świata w Walencji w 1992 roku. Na rozgrywanych w 1996 roku igrzyskach olimpijskich w Atlancie Buráň wystartował w sprincie indywidualnym, w którym odpadł w eliminacjach. mistrzostwa świata w Bordeaux w 1998 roku przyniosły mu ósme miejsce w sprincie drużynowym, a podczas mistrzostw świata w Manchesterze w 2000 roku był trzeci w keirinie, ulegając jedynie Francuzowi Frédéricowi Magné i Niemcowi Jensowi Fiedlerowi. W 2000 roku wystąpił również na igrzyskach olimpijskich w Sydney, gdzie zajął między innymi dziewiąte indywidualnie oraz jedenaste drużynowo. 